# Punktlage
Eine Punktlage oder Wyckoff-Position (nach Ralph Walter Graystone Wyckoff) klassifiziert alle Punkte einer Elementarzelle bezüglich derjenigen Symmetrieelemente ihrer Raumgruppe, die einen Fixpunkt besitzen. In jeder Raumgruppe werden die Punktlagen eingeteilt in eine allgemeine Lage und spezielle Lagen.

## Beschreibung
Abgesehen von reinen Verschiebungen bildet jedes Symmetrieelement der Raumgruppe einen Punkt P der Elementarzelle auf einen symmetrisch äquivalenten Punkt P' ab.
Liegt der Punkt P nicht auf einem Fixpunkt einer der Symmetrieoperation der Raumgruppe, so hat er maximal viele symmetrisch äquivalente Punkte in der Elementarzelle. Dieser Punkt liegt auf einer allgemeinen Lage. Ein Punkt auf einer allgemeinen Lage hat keine spezielle Lagesymmetrie. Die Anzahl all dieser zueinander symmetrisch äquivalenten Punkte nennt man Multiplizität der Punktlage. In den zentrierten Elementarzellen wird dabei allerdings zusätzlich auch die Verschiebung um die Zentrierungsvektoren berücksichtigt.
Ist der Punkt P allerdings ein Fixpunkt einer oder mehrerer Symmetrieelemente der Raumgruppe, so sind die bezüglich dieser Symmetrieoperationen symmetrisch äquivalenten Punkte P' mit dem Punkt P identisch. Solche Punktlagen nennt man spezielle Lagen. Die Multiplizität einer speziellen Lage verringert sich entsprechend, sie ist aber immer ein Teiler der Multiplizität der allgemeinen Lage:
{\displaystyle M_{s}\left(={\frac {M_{a}}{2}}\,oder\,{\frac {M_{a}}{3}}\,oder\,...\right)<M_{a};\qquad M_{s},M_{a}\in \mathbb {N} }
Die Symmetrie einer speziellen Lage ist höher als die Symmetrie einer allgemeinen Lage:
{\displaystyle S_{s}\left(=2\,S_{a}\,oder\,3\,S_{a}\,oder\,...\right)>S_{a};\qquad S_{s},S_{a}\in \mathbb {N} }
Sie ist die Punktgruppe aller der Symmetrieoperationen, die diesen Punkt fix lassen. Diese Punktgruppe ist eine Untergruppe der Punktgruppe des Kristalls, die Lagesymmetrie kann also maximal der Punktgruppe des Kristalls entsprechen.
Es gibt Raumgruppen ohne speziellen Lagen. Dazu zählen die trikline Raumgruppe P1 sowie Raumgruppen, die ausschließlich Schraubenachsen oder Gleitspiegelebenen enthalten, wie z. B. P31 oder Cc. Enthält die Raumgruppe dagegen Schraubenachsen senkrecht zu Gleitspiegelebenen, so entsteht ein Inversionszentrum mit der Lagesymmetrie 1 und damit auch eine spezielle Lage. Beispiele hierfür sind die Raumgruppen P21/c oder I41/acd.

## Wyckoff-Positionen und Wyckoff-Symbole
Alle möglichen Punktlagen einer Elementarzelle wurden zuerst von Wyckoff in seinem Buch The Analytical Expression of the Results of the Theory of Space Groups beschrieben. Die Anzahl der möglichen Wyckoff-Positionen ist endlich. Es gibt insgesamt 1731 in den dreidimensionalen Raumgruppen, wobei die Raumgruppe Pmmm mit 27 die meisten Wyckoff-Positionen hat.
Wyckoff hat diese Lagen mit kleinen lateinischen Buchstaben bezeichnet (Wyckoff-Symbole), beginnend mit a für die höchstsymmetrische spezielle Lage. (Nur in Pmmm hat die allgemeine Lage den Buchstaben α). Die Reihenfolge ist aber teilweise willkürlich und muss daher nachgeschlagen werden. Im Allgemeinen wird die Multiplizität der Punktlage mit angegeben (z. B. 4a), seltener auch die Lagesymmetrie. In den International Tables sind für jede Raumgruppe alle Punktlagen mit ihren Multiplizitäten und Lagesymmetrien angegeben.

## Beispiel
Die monokline Raumgruppe P1m1 (Hermann-Mauguin-Symbolik) hat als einzige Symmetrieoperation eine Spiegelebene senkrecht zur b-Achse. Die Achsen des Kristallgitters werden so gelegt, dass die Spiegelebene genau in der xz-Ebene des Achsenkreuzes liegt. Jeder Punkt (x, y, z) der Elementarzelle wird durch die Spiegelung auf den Punkt (x, −y, z) abgebildet. Liegt dieser Punkt nicht mehr in der Elementarzelle, nimmt man den Punkt in der Elementarzelle, der zu diesem Punkt um einen Gittervektor verschoben ist: (x, 1−y, z).
In dieser Raumgruppe wird also jeder Punkt der Elementarzelle (x, y, z) auf (x, 1−y, z) abgebildet. Diese Lage ist die allgemeine Lage und hat die Multiplizität 2. Sie hat keine besondere Lagesymmetrie.
Hat ein Punkt Koordinaten der Form (x, 0, z) so wird er auf (x, −0, z), also auf sich selbst, abgebildet. Diese Punkte liegen somit auf einer speziellen Lage. Sie hat die Multiplizität 1. Da diese Punkte genau in der Spiegelebene liegen, haben sie die Lagesymmetrie m.
Aufgrund der Translationsinvarianz ist nicht nur (x, 0, z) eine Spiegelebene, sondern (x, 1, z); (x, 2, z) etc. sind es auch. Nun erzeugen aber zwei parallele Spiegelebenen eine dritte, die in der Mitte zwischen ihnen liegt.
Dies erkennt man auch an der allgemeinen Lage: ein Punkt (x, 0,5, z) wird durch die Ursprungsspiegelebene auf (x, −0,5, z) abgebildet. Dieser Bildpunkt ist aber translationsäquivalent zu seinem Urbild. Daher bilden die Punkte vom Typ (x, 0,5, z) auch eine spezielle Lage der Multiplizität 1 und der Lagesymmetrie m.
Zur Zusammenfassung ein Überblick über alle Punktlagen der Raumgruppe P1m1 gemäß den International Tables for Crystallography:
| Multiplizität | Wyckoff-Buchstabe | Lagesymmetrie | Koordinaten            | Anmerkung       |
| ------------- | ----------------- | ------------- | ---------------------- | --------------- |
| 2             | c                 | 1             | (x, y, z), (x, 1−y, z) | allgemeine Lage |
| 1             | b                 | m             | (x, 0,5, z)            | spezielle Lage  |
| 1             | a                 | m             | (x, 0, z)              | spezielle Lage  |

## Anwendungen
Anwendung finden die Punktlagen bei der vollständigen Beschreibung einer Kristallstruktur. Hier wird angegeben, auf welchen Punktlagen die einzelnen Atomsorten sitzen. Beispiel Strontiumtitanat (SrTiO3):
Raumgruppe Pm3m (Hermann-Mauguin-Symbolik bzw. Oh1 in der Schoenflies-Symbolik) Nr. 221.
Die Atome sitzen auf folgenden speziellen Lagen.
| Atom | Multiplizität | W-P | Lagesymmetrie | Koordinaten                               |
| ---- | ------------- | --- | ------------- | ----------------------------------------- |
| Sr   | 1             | a   | m3m           | (0, 0, 0)                                 |
| Ti   | 1             | b   | m3m           | (0.5, 0.5, 0.5)                           |
| O    | 3             | c   | 4/mmm         | (0, 0.5, 0.5) (0.5, 0, 0.5) (0.5, 0.5, 0) |

Kennt man die Gitterkonstanten, die Dichte und die Stöchiometrie des Kristalls, so kann man die Anzahl der einzelnen Atome in der Elementarzelle für jedes Element berechnen. Mit den Informationen über die Punktlagen kann man daraus auch Rückschlüsse darauf ziehen, auf welchen Punktlagen die einzelnen Atome sitzen: Ein Vergleich der Anzahl der Atome eines Elements in der Elementarzelle mit den Multiplizitäten schränkt die möglichen Atomlagen für dieses Element oft schon sehr stark ein (siehe obiges Beispiel). Weitere Einschränkungen lassen sich finden, wenn man die notwendigen Mindestabstände der Atome zueinander berücksichtigt.
Die Symmetrie einer speziellen Lage bestimmt auch die Symmetrie des Kristallfeldes in diesem Punkt. Messmethoden, die nicht den Kristall als ganzes, sondern nur die nahe Umgebung eines einzelnen Atoms sehen, registrieren mit ihren Messmethoden nicht die Symmetrien der Raumgruppe, sondern die Lagesymmetrie des jeweiligen Atoms. Zu diesen Messmethoden gehören Kernspinresonanzspektroskopie (NMR), Mößbauerspektroskopie und EXAFS. Diese Messmethoden können zur Untersuchung pseudosymmetrischer Strukturen und von Phasenübergängen eingesetzt werden.